# Luna Wedler
Luna Wedler (Zürich, 26 oktober 1999) is een Zwitsers actrice. Ze is onder andere bekend door haar rol in de Netflix-serie Biohackers.

## Biografie
Luna Wedler groeide op in Kreis 6 in het Zwitserse Zürich. Van 2016 tot 2018 studeerde ze moderne dans aan de European Film Actor School in Zürich.
In 2015 debuteerde Wedler als actrice in de film Amateur Teens van Niklaus Hilber. Reeds op haar veertiende had Wedler al geprobeerd een filmrol te bemachtigen. Sindsdien is ze gefascineerd geraakt door acteren en dan vooral karakters met een duistere kant. Op zeventienjarige leeftijd speelde Wedler in de film Blue My Mind, waarin haar personage op een nieuwe school in een het leven van seks, wilde feestjes en drugs terechtkomt. Wedler beschreef deze rol als zee psychologisch en het eiste veel van haar. Wedler verscheen vervolgens in diverse rollen, waaronder The Most Beautiful Girl in the World in 2018 en de televisieserie The Team.
In augustus 2020 verscheen de Netflix-serie Biohackers waarin Wedler de hoofdrol speelt. In deze serie zoekt ze wraak voor de moord op haar tweelingbroer. In juli 2021 verscheen het twee seizoen van de serie.
Vanaf mei 2021 tot de herfst van 2022 speelde Wedler de Duitse activiste Sophie Scholl in een Instagram project rondom de laatste jaren van de Weiße Rose. In 2023 speelde Wedler in Netflix adaptie van Anthony Doerr's boek All the Light We Cannot See.

## Filmografie

### Films
| Jaar | Titel                                       | Rol             |
| ---- | ------------------------------------------- | --------------- |
| 2015 | Amateur Teens                               | Milena          |
| 2017 | Blue My Mind                                | Mia             |
| 2018 | Der Läufer                                  | Laura           |
| 2018 | Das Schönste Mädchen der Welt               | Roxy            |
| 2019 | Dem Horizont So Nah                         | Jessica Koch    |
|      | Auerhaus                                    | Vera            |
| 2021 | Soul of a Beast                             | Zoé             |
| 2021 | Je Suis Karl                                | Maxi            |
| 2021 | The Story of my Wife                        | Grete           |
| 2022 | Der Passfälscher                            | Gerda           |
| 2023 | Ingeborg Bachmann - Journey Into the Desert | Marianne Oelers |
| 2024 | Landesverräter                              | Gerti Zanelli   |
|      | Marianengraben                              | Paula           |

### Televisieserie
| Jaar      | Titel                       | Rol                      | Opmerkingen     |
| --------- | --------------------------- | ------------------------ | --------------- |
| 2015      | The Team                    | Claudia Weiss            | 8 afleveringen  |
| 2020-2021 | Biohackers                  | Emma Mia Akerlund Engels | 12 afleveringen |
| 2023      | All the Light We Cannot See | Jutta Pfennig            | 2 afleveringen  |